# Ufer (Schalksmühle)
Ufer ist ein Wohnplatz von Schalksmühle im Märkischen Kreis im Regierungsbezirk Arnsberg in Nordrhein-Westfalen (Deutschland).

## Lage und Beschreibung
Ufer liegt im nordwestlichen Schalksmühle auf einer Höhe zwischen dem Glörtal und dem Volmetal auf 286 m ü. NHN südlich des größeren Ortsteils Dahlerbrück. Weitere Nachbarorte sind Am Hagen, Glör, Ölken, Asenbach, Ober-, Mittel- und Niederreeswinkel und Flaßkamp. 
Der Ort ist über eine Verbindungsstraße zwischen Reeswinkel und Dahlerbrück erreichbar.

## Geschichte
Der Ort wurde im Jahr 1855 erstmals urkundlich erwähnt und entstand vermutlich auch erst im selben Jahr. Er ist ab der Preußischen Neuaufnahme von 1892 auf Messtischblättern der TK25 verzeichnet.
Am 1. Oktober 1912 wurde der Bereich um den Ort aus der Gemeinde Halver ausgegliedert und der neu gegründeten Gemeinde Schalksmühle zugewiesen.